# 海南秋英爵床
海南秋英爵床（学名：Cosmianthemum viriduliflorum）为爵床科秋英爵床属下的一个种。